# Исполье
Исполье — опустевшая деревня в Пеновском районе Тверской области.

## География
Находится в западной части Тверской области на расстоянии приблизительно 13 км на юго-восток по прямой от районного центра поселка Пено.

## История
В 1859 году здесь (тогда деревня Фоминское или Веполье Осташковского уезда) было учтено 5 дворов, в 1939 — 19. До 2020 года входила в Серёдкинское сельское поселение Пеновского района до их упразднения.

## Население
Численность населения: 39 человек (1859 год), 3 (русские 100 %) в 2002 году, 0 в 2010.